# Julien Gorius
Julien Gorius (Metz, 17 marzo 1985) è un dirigente sportivo ed ex calciatore francese, di ruolo centrocampista, attuale direttore sportivo del RWDM47.

## Palmarès

### Club

#### Competizioni nazionali
- Coppa del Belgio: 1

Genk: 2012-2013